# Río Grande (Cisnes)
El río Grande es un curso natural de agua que nace como emisario de la laguna Río Grande y fluye en la Región de Aysén con dirección general sur hasta desembocar en la ribera norte del cauce inferior río Cisnes.

## Trayecto
Hans Niemeyer no menciona un río con tal nombre en su descripción del río Cisnes. Tampoco Luis Risopatrón menciona un afluente del rio Cisnes en su larga lista de ríos "Grande" de su diccionario. Sin embargo, el informe de la Dirección General de Aguas sostiene que junto al río Moro, el Cisnes es uno de los principales afluentes del Cisnes.: 15 

## Caudal y régimen
Los datos para el siguiente diagrama se obtuvieron de la estación fluviométrica instalada en el río Grande, poco antes de su junta con el río Cisnes, cerca del poblado de El Carmen.: 33 
El informe de la DGA concluye que la subcuenca del río Grande a consecuencia que nace en la laguna río Grande, sus caudales se ven influenciados por el efecto regulador de ésta, efecto que es muy evidente para años húmedos. En el caso de años secos este efecto pierde importancia y el río muestra un régimen nival, con sus mayores caudales entre diciembre y febrero. El período de menores caudales se presenta en el trimestre dado por los meses de mayo, junio y julio.: 35 

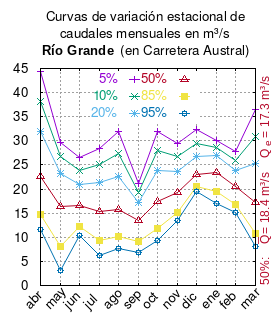
Curvas de variación estacional del río Grande carretera Austral.

El caudal del río (en un lugar fijo) varía en el tiempo, por lo que existen varias formas de representarlo. Una de ellas son las curvas de variación estacional que, tras largos periodos de mediciones, predicen estadísticamente el caudal mínimo que lleva el río con una probabilidad dada, llamada probabilidad de excedencia. La curva de color rojo ocre (con {\displaystyle {\color {Red}\vartriangle }}) muestra los caudales mensuales con probabilidad de excedencia de un 50%. Esto quiere decir que ese mes se han medido igual cantidad de caudales mayores que caudales menores a esa cantidad. Eso es la mediana (estadística), que se denota Qe, de la serie de caudales de ese mes. La media (estadística) es el promedio matemático de los caudales de ese mes y se denota {\displaystyle {\overline {Q}}}. 
Una vez calculados para cada mes, ambos valores son calculados para todo el año y pueden ser leídos en la columna vertical al lado derecho del diagrama. El significado de la probabilidad de excedencia del 5% es que, estadísticamente, el caudal es mayor solo una vez cada 20 años, el de 10% una vez cada 10 años, el de 20% una vez cada 5 años, el de 85% quince veces cada 16 años y la de 95% diecisiete veces cada 18 años. Dicho de otra forma, el 5% es el caudal de años extremadamente lluviosos, el 95% es el caudal de años extremadamente secos. De la estación de las crecidas puede deducirse si el caudal depende de las lluvias (mayo-julio) o del derretimiento de las nieves (septiembre-enero).

## Historia
El primer explorador que dejó noticias del río Cisnes fue Hans Steffen que lo exploró desde su desembocadura hasta su origen en 1887.: 525 